# سنگ آهک

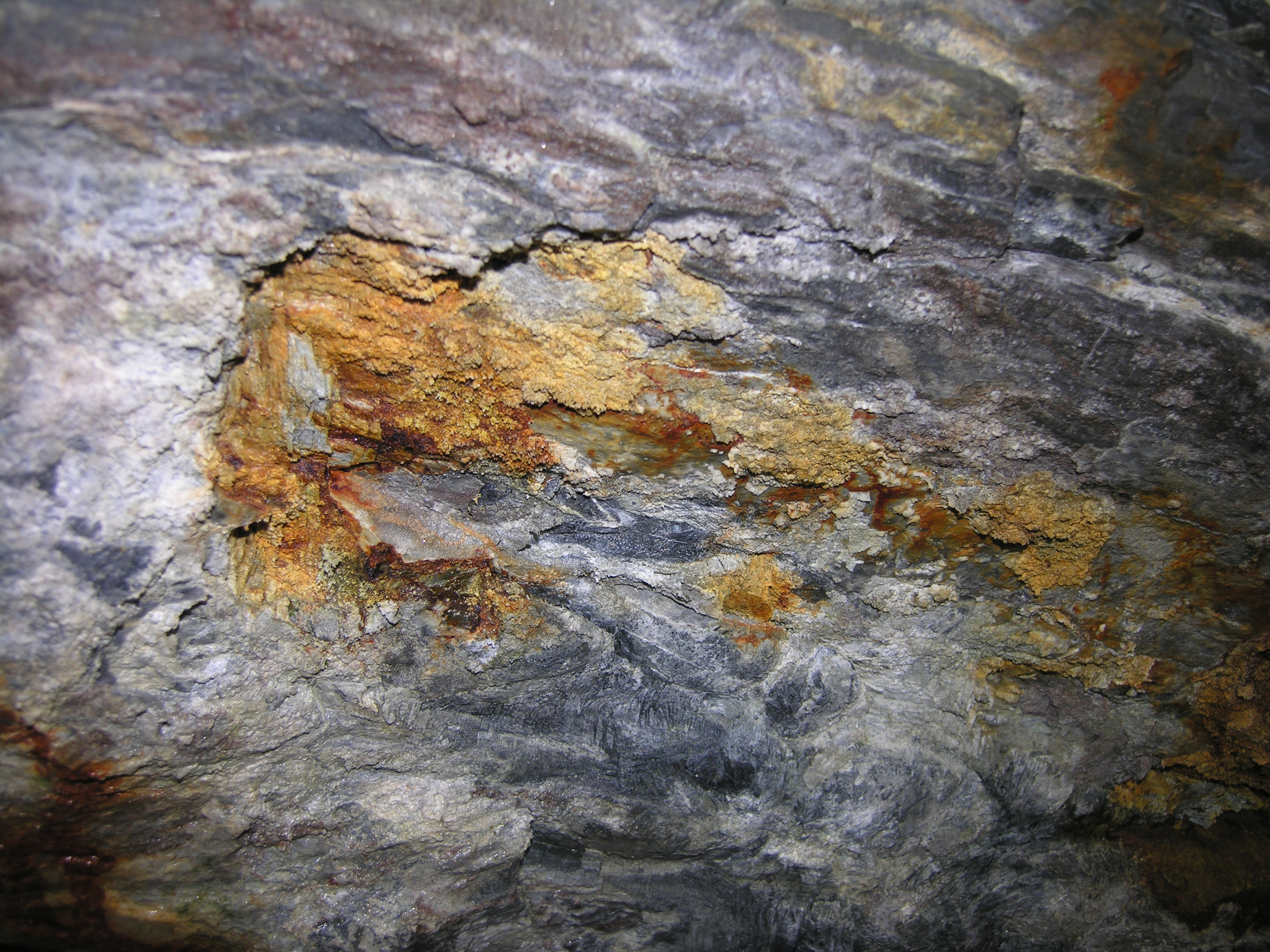
اشباع آهن در سنگ آهک

سنگ آهک سنگ رسوبی با منشأ شیمیایی یا زیست‌شیمیایی که بیشتر از کلسیم‌کربنات تشکیل شده ‌باشد.
آهک زنده میل ترکیبی شدیدی با فلزات دارد، از این‌رو با فلزات مصرف شده در ساختمان مانند لوله‌های آب و لوله‌های شوفاژ ترکیب شده و در آن‌ها خوردگی ایجاد کرده و موجب پوسیدگی می‌شود. به همین علت رفته رفته از میزان مصرف آهک در ساختمان کاسته شده و با توسعه کارخانه‌های سیمان پزی در ایران و سراسر دنیا رفته رفته سیمان جای آهک را در صنعت ساختمان‌سازی گرفته، به‌طوری‌که امروزه در کمتر ساختمانی از آهک به عنوان ملات استفاده می‌شود؛ ولی در راه‌سازی برای افزایش تحمل فشاری و کششی خاک به ویژه در قشرهای پایین راه‌سازی برای تحکیم بخشیدن به آن و همچنین جلوگیری از روئیدن گیاهان در دامنه راه و باندهای فرودگاه مصرف می‌شود.
همچنین آهک در صنعت سیمان پزی، چینی سازی، شیشه‌گری، ذوب آهن، صنایع غذایی، تصفیه قند و غیره نیز مصرف می‌شود.

## اصول تهیه و به‌کارگیری آهک

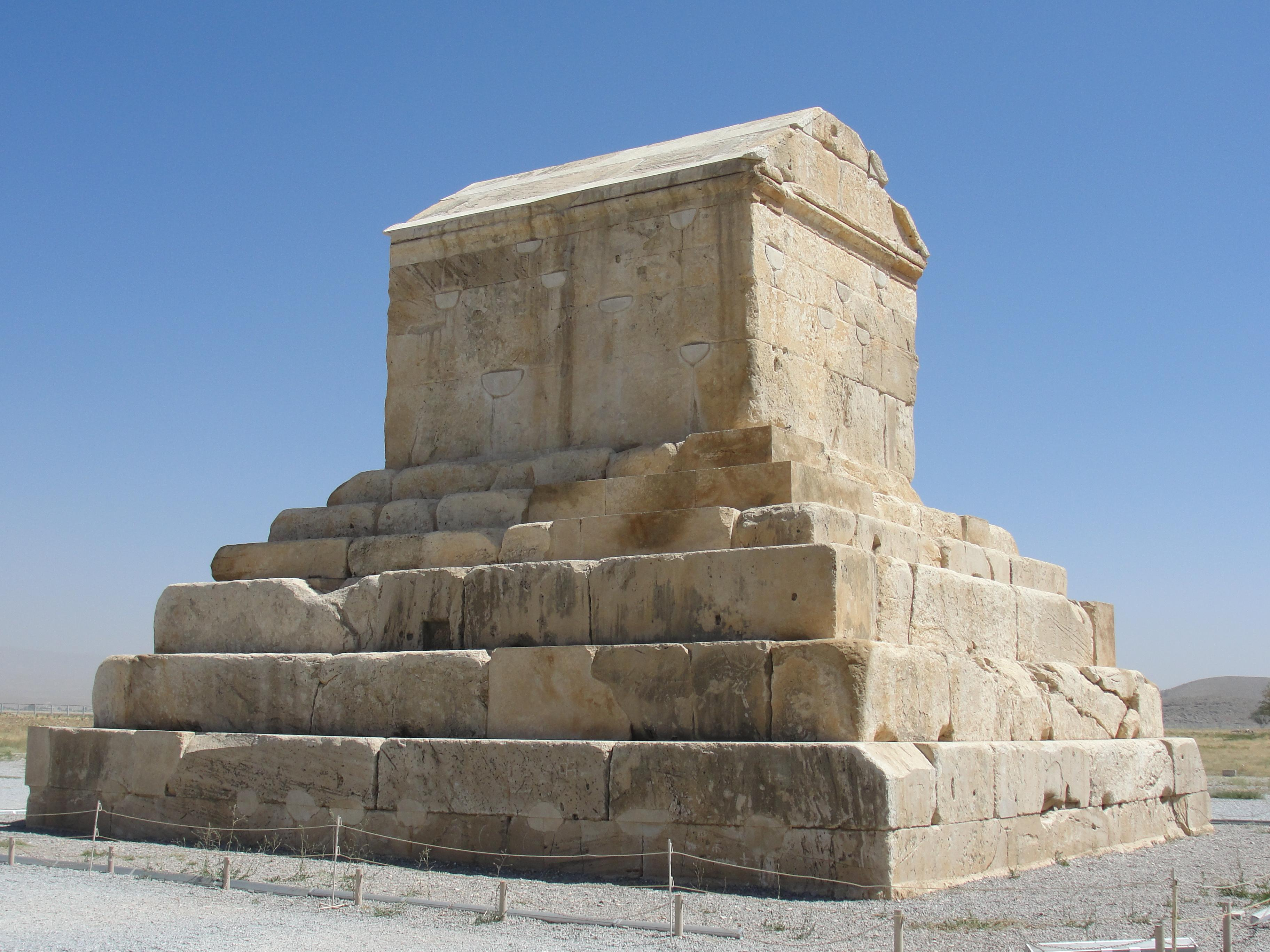
آرامگاه کورش بزرگ از سنگ آهک ساخته شده‌است.

در واقع هدف از تهیه آهک، تبدیل سنگ آن به حالت قابل مصرف و تبدیل مجدد آن به سنگ آهک، پس از مصرف می‌باشد.
بعد از تهیه سنگ آهک CaCO۳ از معادن مربوطه، آنرا درون کوره‌های مخصوص قرار داده و با قراردادن آن تحت درجه حرارت ۹۰۰ درجه سانتی گراد، رطوبت همراه سنگ تبخیر شده و ترکیب CaCO۳ را در کوره‌های مکانیزه یا سنتی می‌شکنند و آنرا تبدیل به آهک زنده با فرمول CaO و گاز CO۲ می‌کنند. گازکربنیک به همراه سایر گازها از دودکش کوره خارج می‌گردد.
آهک زنده را با آب ترکیب و تبدیل به آهک شکفته با فرمول Ca(OH)۲ می‌کنند. این ماده که از دسته قلیایی هاست میل ترکیبی فراوانی با اسیدها دارد.
در نهایت آهک شکفته را به صورت خالص، با خاک یا ماسه به عنوان شفته آهکی در اندود یا ملات به کار می‌برند.
با گذشت زمان گاز دی‌اکسید کربن موجود در هوا با رطوبت محیط ترکیب شده و ایجاد اسید ناپایداری می‌کند که به داخل ملات نفوذ می‌کند و با آن ترکیب شده و موجب ایجاد دوباره CaCO۳ می‌شود. این عمل بسته به مکان کاربرد، رطوبت محیط، میزان گرمای هوا، ضخامت و نوع ملات، حتی تا ماه‌ها به طول می‌انجامد.
در صورت وجود ناخالصی‌های سیلیسی یا آلومینی، ملات به صورت آبی خشک می‌شود و تشکیل سیلیکات و آلومینات کلسیم می‌دهد که سبب مشابهت خواص این ملات و سیمان می‌گردد.

## خواص آهک زنده
آهک زنده ماده‌ای سفیدرنگ با درجه ذوب ۲۵۰۰ درجه سانتی گراد است. به دلیل بالا بودن دمای ذوب، از آن برای اندود نمودن سطح کوره‌ها استفاده می‌کنند. این ماده میل ترکیبی فراوانی با آب دارد و به همین دلیل در نگهداری آن می‌بایست دقت خاصی مبذول شود.

## معادن
مرغوب‌ترین سنگ آهک ایران مربوط به معدن پهلوان آباد در منطقه نیزار قم می‌باشد.

## آهک‌پزی
آهک پزی یعنی خارج کردن CO۲ از سنگ آهک که این کار بوسیلهٔ حرارت دادن به سنگ آهک انجام می‌شود.

## انواع سنگ آهک
سنگ‌های آهکی (carbonate rocks) سازنده عمده سنگ‌های آهکی می‌تواند ترکیبات حاصل از پیوند کلسیم و بنیان بی کربنات باشد. این ترکیب می‌تواند در قالب انواع کانی‌ها ظهور کند. عمده ترکیب ان کانی‌های کلسیت(caco3)، دولومیت(ca,mg co3)و انواع دیگر نظیر سیدریت و انکریت می‌باشد. از انواع سنگ‌ها از نظر ژنز می‌توان از نوع تخریبی آهکی و زیستی آهکی و شیمیایی آهکی نام برد.
سنگ‌های آهکی زیستی: این نوع سنگ مستقیماً حاصل عملکرد فرایندهای بیولوژیکی هستند؛ یعنی فعالیت‌های جانداران موجود در طبیعت با عث می‌سود به نوعی یون‌های کلسیم و بی کربنات از محیط گرفته شده و با هم پیوند داده شوند و در محیط رسوب گداری نمایند.
سنگ‌های آهکی شیمیایی: این نوع سنگ‌ها در اثر تأثیرات انحلال و محلول و حلال ایجاد می‌شوند که جانداران به صورت مستقیم در شکل‌گیری آن‌ها تأثیر ندارند. به‌طور کلی در اثر فعل و انفعالات محیطی و تغییرات غلظت انواع محلول‌ها و یون‌ها در محیط، این سنگ‌ها به صورت غیر محلول درآمده و در یک محیط رسوبی ته نشست حاصل می‌کنند. از انواع این سنگ‌ها می‌توان به تراورتن اشاره نمود.
سنگ‌های آهکی آواری: تأثیر فرایندهای رسوبی و دینامیکی در اثر تحرکات محیط از قبیل باد یا جریان آب می‌تواند یک سنگ آهکی از قبل تشکیل شده را دوباره حرکت داده فرسایش دهد و بالاخره مجدداً در محیطی جدید رسوب دهد این نوع سنگ‌ها بعد از سخت شدن محیطی یا دایاژنز تبدیل به نوعی سنگ رسوبی می‌شود که اصطلاحاً سنگ‌های آهکی آواری نام دارند.

## نگارخانه

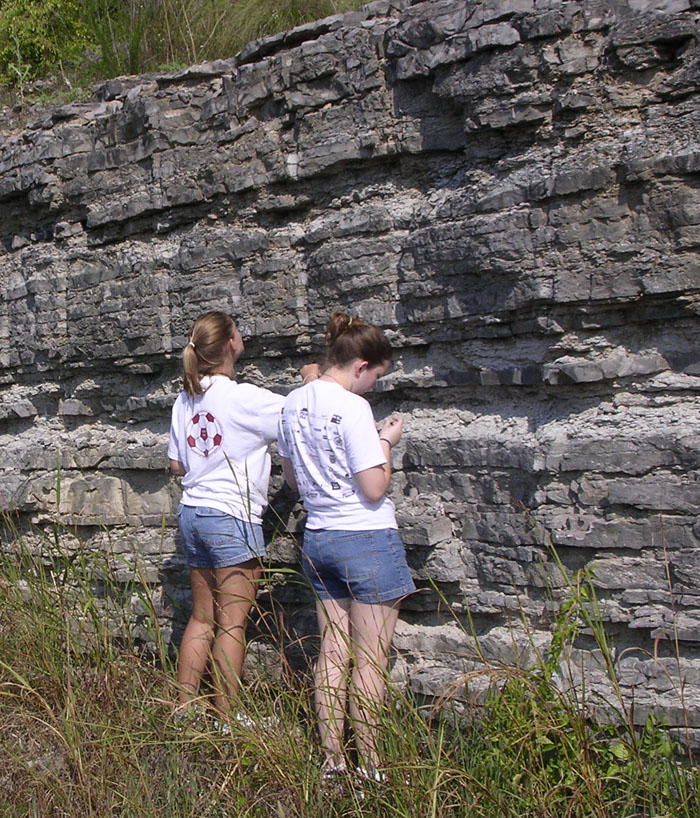
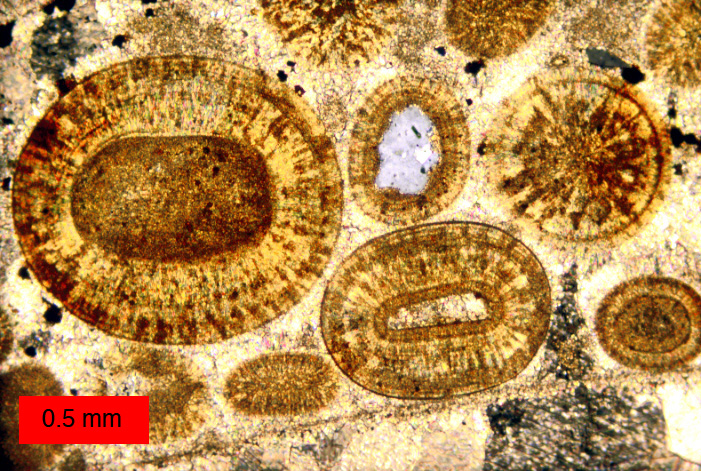
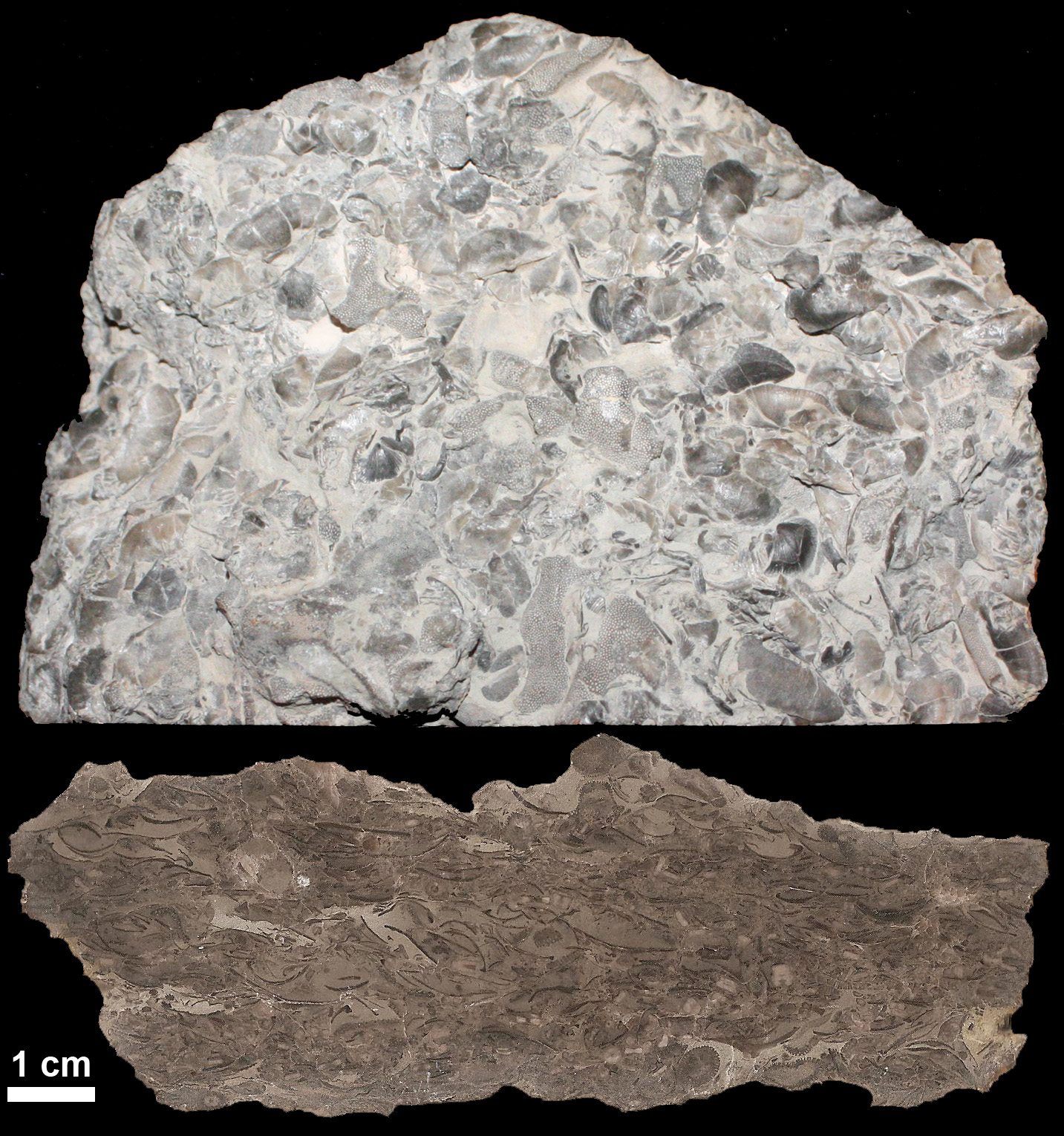
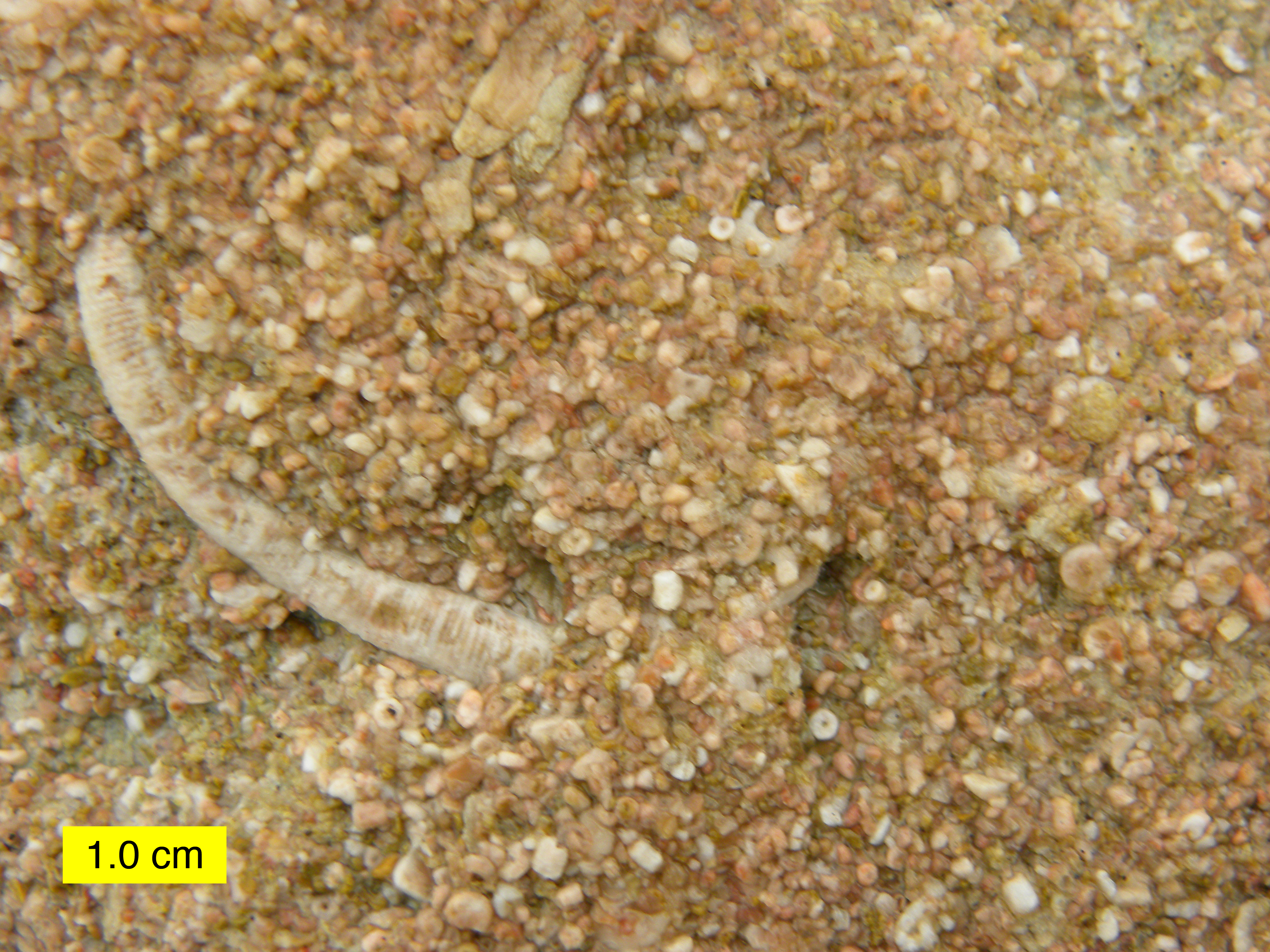